# کازیراته دادا
کازیراته دادا (به ایتالیایی: Casirate d'Adda) یک کومونه در ایتالیا است که در استان برگامو واقع شده‌است. کازیراته دادا ۱۰٫۲ کیلومتر مربع مساحت و ۳٬۸۱۸ نفر جمعیت دارد و ۱۱۴ متر بالاتر از سطح دریا واقع شده‌است.